# Pumberka
Pumberka je pravěké hradiště na severovýchodním okraji města Chrudim v Pardubickém kraji. Nachází se na zastavěném okraji návrší Pumberky asi 1,5 kilometru východně od centra města.

## Historie
Návrší bylo poprvé opevněno v eneolitu během mladší fáze lengyelské kultury. Toto nejstarší opevnění bylo upraveno v době slezskoplatěnické kultury a jeho přestavby pokračovaly po celou starší dobu železnou.
Nejstarší popis hradiště pochází z roku 1859, kdy byla v délce tří set kroků viditelná část valu s výškou až osmnáct stop. Podrobnější informace pochází až z archeologického výzkumu Víta Vokolka provedeného v roce 1985.

## Stavební podoba
Výzkum lokality odkryl eneolitický příkop široký pět až šest metrů a 1,5 metru hluboký, který byl v místech strmějšího svahu nejspíše nahrazen palisádou. V období slezskoplatěnické kultury byl do eneolitického příkopu vyhlouben nový se šířkou čtyři metry. Na jeho vnitřní straně nejspíše stála hradba, která byla zcela rozorána během středověku.